# Show and Tell (logiciel)
Pour les articles homonymes, voir Show and Tell.
Show and Tell est un logiciel basé sur l'intelligence artificielle qui ajoute automatiquement des commentaires descriptifs à des photographies et à d'autres images.
Ce système fut développé par Google à partir de son application d'intelligence artificielle TensorFlow et des techniques d'apprentissage profond (deep learning). Concrètement TensorFlow, un réseau de neurones artificiels, s'entraine en consultant des millions d'images annotées par des internautes humains et devient progressivement capable d'annoter des images.